# Ditelismo
Il ditelismo (dal greco δυο-θελητισμός "dottrina delle due volontà", dove τέλος, telos siginifica "scopo", ma anche "volontà") è la dottrina cristologica che insegna l'esistenza di due volontà (divina e umana) nell'unica persona o ipostasi di Gesù Cristo. Il ditelismo è conseguenza del dogma del diofisismo che afferma la coesistenza in Cristo di due nature distinte, quella divina e quella umana, non mescolate e non confuse, ma nemmeno divise e separate. Poiché Cristo è vero e perfetto Dio e vero e perfetto Uomo, Egli possiede un intelletto, una volontà e delle operazioni divine e umane.
Il ditelusmo è il contrario dell'eresia del monoteismo. 

## Storia
Il ditelismo  si oppose al monotelismo, l'eresia secondo cui Gesù ha una sola volontà. Il ditelismo fu sostenuto da san Massimo il Confessore al prezzo del martirio. I monoteliti credevano che una singola persona possa possedere una sola volontà senza che sorga alcun conflitto, mentre i diteliti sottolineavano la perfetta umanità della natura di Cristo.
Il dibattito sulle chiese monotelite e ditelite giunse a conclusione nel Terzo Concilio di Costantinopoli (681). Il Concilio dichiarò che, in linea con le dichiarazioni del Concilio di Calcedonia del 451, così come esistono due nature nella persona di Gesù Cristo, così esistono anche due "volontà" e "modi di operare" nella persona di Gesù.
La Cristianità calcedonese accetta il ditelismo come dogma e parte del deposito della fede. Il Catechismo della Chiesa cattolica afferma:
(CCC 475)

## I tre aspetti della volontà umana
L'anima umana creata, così come fu quella di Gesù Cristo, ha una volontà che San Tommaso d'Aquino si divide in tre aspetti fondamentali l'appetito sensitivo comune al regno animale e che nell'essere umano è comunque sottoposto alla ragione libera e deliberativa; la volontà secondo natura che tende spontaneamente al bene senza tuttavia considerare i mezzi necessari per raggiungerlo; la volontà secondo ragione o deliberativa che considera i mezzi in funzione del fine che è il Bene sSmmo coincidente con Dio
Tommaso d'Aquino distingue quindi in Gesù un'unica volontà divina e una natura umana in tre aspetti. Se nell'uomo comune è peccatore può prevalere l'appetito sensitivo animale, nel vero Dio e vero uomo senza peccato la volontà secondo ragione è sempre concorde con la volontà divina e prevale sempre sulla volontà secondo natura e l'appetito sensitivo. 
Nel Getsemani, quando Gesù suda sangue, la volontà umana secondo natura di Gesù Cristo sconfiggeva con la sua volontà umana secondo Ha ragione: il conflitto non era dunque tra la volontà Divina e quella umana, bensì interno a quest'ultima punto la volontà umana secondo natura Tendeva al bene della conservazione di sé stesso ed era proprio vita terrena, mentre la volontà secondo la religione era sempre sottomessa alla volontà divina che è identica a quella di Dio Padre e di Dio Spirito Santo ed era consapevole della necessità della morte di croce e della missione salvifica-redentrice per la quale il figlio di Dio era stato inviato dal Padre sulla terra.